# Placówka Straży Granicznej II linii „Muszyna”
Placówka Straży Granicznej II linii „Muszyna” – jednostka organizacyjna Straży Granicznej pełniąca służbę ochronną na granicy polsko-czechosłowackiej w okresie międzywojennym.

## Geneza
Na wniosek Ministerstwa Skarbu, uchwałą z 10 marca 1920 roku, powołano do życia Straż Celną. Od połowy 1921 roku jednostki Straży Celnej rozpoczęły przejmowanie odcinków granicy od pododdziałów Batalionów Celnych. Proces tworzenia Straży Celnej trwał do końca 1922 roku. Placówka Straży Celnej „Muszyna” weszła w podporządkowanie komisariatu Straży Celnej „Muszyna” z Inspektoratu SC „Sącz”.

## Formowanie i zmiany organizacyjne
Rozporządzeniem Prezydenta Rzeczypospolitej Polskiej Ignacego Mościckiego z 22 marca 1928 roku, do ochrony północnej, zachodniej i południowej granicy państwa, a w szczególności do ich ochrony celnej, powoływano z dniem 2 kwietnia 1928 roku  Straż Graniczną.
Rozkazem nr 5 z 16 maja 1928 roku w sprawie organizacji Małopolskiego Inspektoratu Okręgowego dowódca Straży Granicznej gen. bryg. Stefan Pasławski określił strukturę organizacyjną komisariatu SG „Muszyna”. Placówka Straży Granicznej II linii „Muszyna” znalazła się w jego strukturze.
Rozkazem nr 2 z 8 września 1938 roku w sprawie terminologii odnośnie władz i jednostek organizacyjnych formacji, komendant Straży Granicznej płk Jan Gorzechowski przeniósł siedzibę komisariatu i placówki II linii „Muszyna” do Krynicy ul. Słoneczna 554. Tym samym rozkazem przeniesiono siedzibę placówki (posterunku?) I linii „Milik” do Muszyny. Placówka Straży Granicznej II linii „Muszyna” 22 września 1938 roku została przeniesiona do Krynicy.
Rozkazem nr 3 z 31 grudnia 1938 roku w sprawach reorganizacji jednostek na terenach Śląskiego, Zachodniomałopolskiego i Wschodniomałopolskiego okręgów Straży Granicznej, a także utworzenia nowych komisariatów i placówek, komendant Straży Granicznej płk Jan Gorzechowski zniósł posterunek SG „Krynica”.